# 大通貴池戰鬥
大通貴池戰鬥發生於1939年12月16日－27日，地點則是在中國長江沿岸一帶。是抗日戰爭主要戰鬥之一，交戰一方為中華民國國民革命軍，另一方則為日軍。